# Noli
Noli ( Nöi in ligure) è un comune italiano di 2 436 abitanti della provincia di Savona in Liguria.
Dal 1192 al 1797 fu il capoluogo della repubblica omonima che, seppur legata alle sorti della Repubblica di Genova e degli altri centri di potere locali, godette a tratti di una certa autonomia formale.

## Geografia fisica

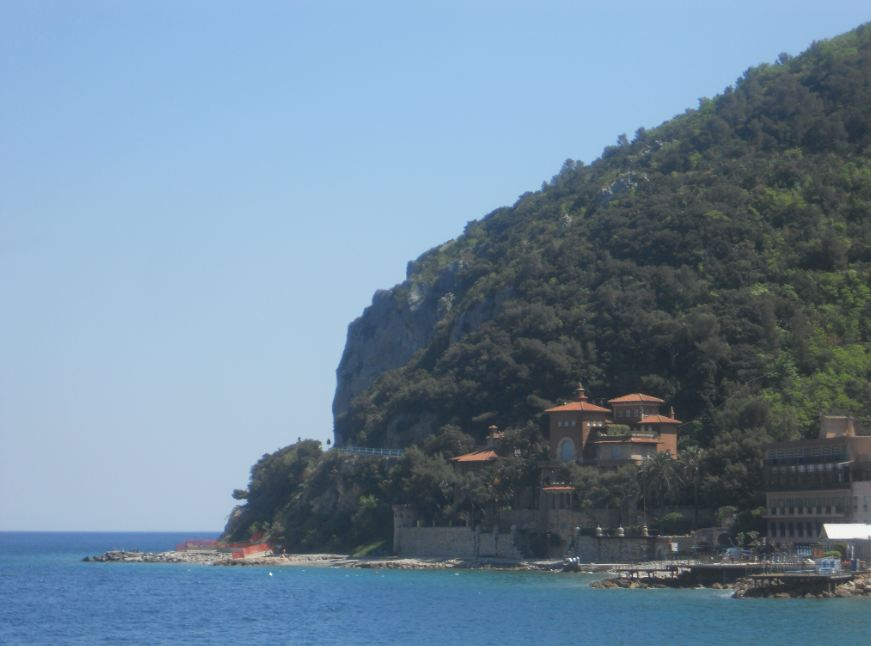
Capo Noli

Noli è situata sulla costa della Riviera di Ponente, in un'insenatura chiusa a est dall'Isola di Bergeggi e a sud-ovest dal capo omonimo alla foce del torrente Luminella.

## Storia

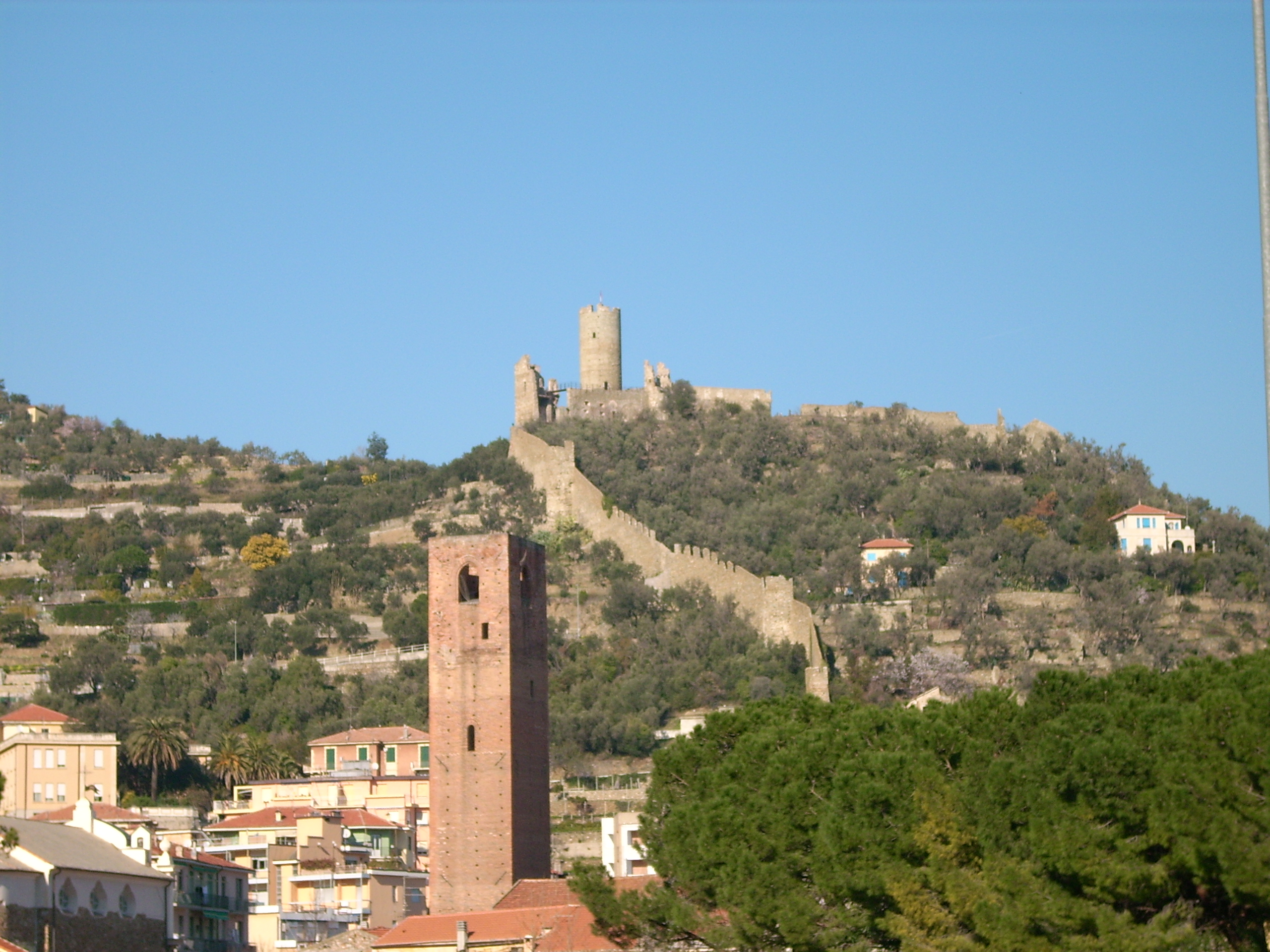
Il castello di Monte Ursino

Antico centro dei Liguri, fu municipio in epoca romana. Il suo nome, citato in alcuni documenti del 1004 e 1005 con il nome di Naboli, derivante probabilmente da Neapolis, derivazione greco-latina di "città nuova". Altra possibilità è che il nome derivi dal toponimo romano Ad Navalia.
La fondazione di Noli non è certa: alcune fonti la vorrebbero sorta come colonia delle popolazioni liguri dei Genuati e Sabazi nel 317 a.C., altre la ritengono molto più antica di Roma; è tuttavia provato che erano presenti degli stanziamenti di Intemelii, Ingauni e Sabazi in epoca romana e che l'area era ben difesa dagli antichi Liguri grazie anche alla sua posizione strategica.
La città fu fondata tre volte: la prima sulla vetta del monte Ursino, su cui sorge l'omonimo castello; la seconda nella zona adiacente alla chiesa di San Paragorio; la terza all'interno della cinta muraria attuale.
Nel medioevo fu base bizantina e, divenuta dominio dei Longobardi, che la distrussero nel 641, fu completamente ricostruita vicino al mare. Fu dominio anche dei Franchi di Carlo Magno. Allo smembramento dell'impero carolingio fu inserita, assieme alla vicina Varigotti, nei possedimenti della Marca Aleramica e della famiglia Del Carretto del ramo di Savona.
Divenuta in seguito un importante centro marinaro, con una cospicua e preparata flotta navale alla pari di altri grossi centri marinari della Liguria, partecipò nel 1099 alla prima crociata ricevendo privilegi politici, ma soprattutto commerciali, dal re di Gerusalemme Baldovino I, dal signore feudatario Boemondo I d'Antiochia e da Tancredi di Sicilia.
Fu feudo di Enrico II Del Carretto fino nel 1193 quando, con atto ufficiale rogato all'interno della locale chiesa di San Paragorio, riuscì gradatamente a sottrarsi dal potere marchionale dei Del Carretto con la cessione degli antichi diritti carretteschi; recenti studi confermano che l'atto potrebbe essere avvenuto già nel 1192. I privilegi acquisiti dai cittadini di Noli furono pienamente confermati nel 1196 da Enrico VI di Svevia, emancipazione popolare che porteranno il borgo a costituirsi ben presto in Comune libero (uno dei primi dopo Genova e Savona) e in libera Repubblica indipendente con equilibrati statuti e ordinamenti comunali, considerati tra i più antichi della Liguria.

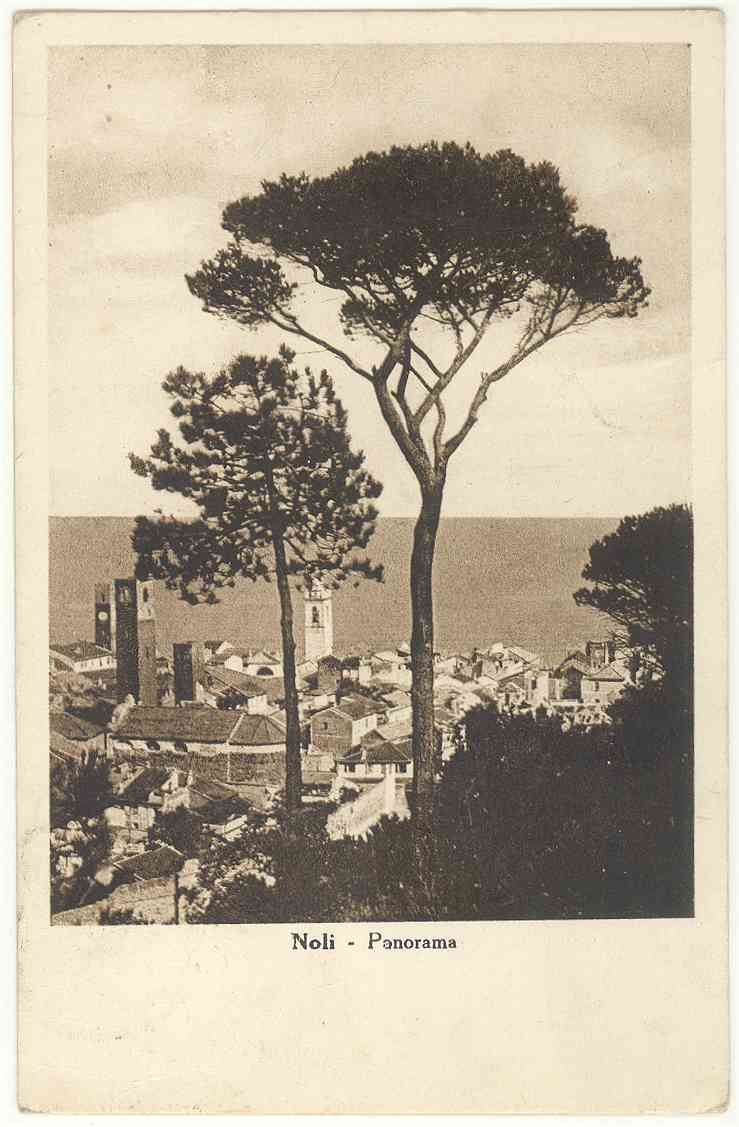
Panorama del 1941

L'indipendenza guelfa della repubblica nolese, stretta a oriente dal Comune di Savona e ad occidente dal sempre più crescente Marchesato di Finale, fu ancora più salda con la strategica alleanza politica e commerciale, dal 1202, con la Repubblica di Genova; gli atti dell'epoca, conservati presso l'archivio storico comunale, citano chiaramente un accordo "a pari diritti tra le parti", ossia senza una prevaricazione l'una verso l'altra. Oramai alleata dei Genovesi, la flotta navale nolese combatté contro Pisa per la supremazia commerciale nel mar Tirreno e contro Venezia per i traffici marinari nel Medio Oriente. Nel corso del XIII secolo Noli si dotò di ulteriori fortificazioni e di oltre settanta torri cittadine chiudendo il borgo in una cinta muraria. Lo schieramento politico e militare verso la causa della Lega Lombarda contro Federico II di Svevia favorì il riconoscimento da parte del pontefice Gregorio IX alla costituzione, nel 1239, della diocesi di Noli; la separazione dalla curia savonese durò fino al 1820 con il successivo accorpamento dell'attuale diocesi di Savona-Noli.
L'espansione della Repubblica di Noli - che al suo massimo splendore raggiunse la dominazione nei borghi vicini di Orco, Mallare, Segno e Vado - durò fino al termine del XIV secolo quando il ristretto porto, che offrì rifugio e stabilità durante l'epoca medievale, risultò invece oramai inadeguato per gli importanti traffici commerciali dell'epoca, portando quasi Noli ad un isolamento marittimo; gli stessi abitanti da abili e audaci marinai si trasformarono ben presto in semplici pescatori. Per tutto il Cinquecento e il Seicento Noli e la sua piccola repubblica marinara conobbero pertanto difficoltà politiche interne, aggravate dalle sempre più estenuanti lotte con il marchesato finalese e Savona, invasioni piratesche, vicine dominazioni piemontesi, lombarde e spagnole e dalle carestie ed epidemie. Nel 1673 una congiura di alcuni abitanti di Noli rischiò di far cadere la repubblica nelle mani del ducato sabaudo; l'intervento del senatore Antonio Viale, inviato dal senato genovese su richiesta dei consoli nolesi, placò la breve rivolta.

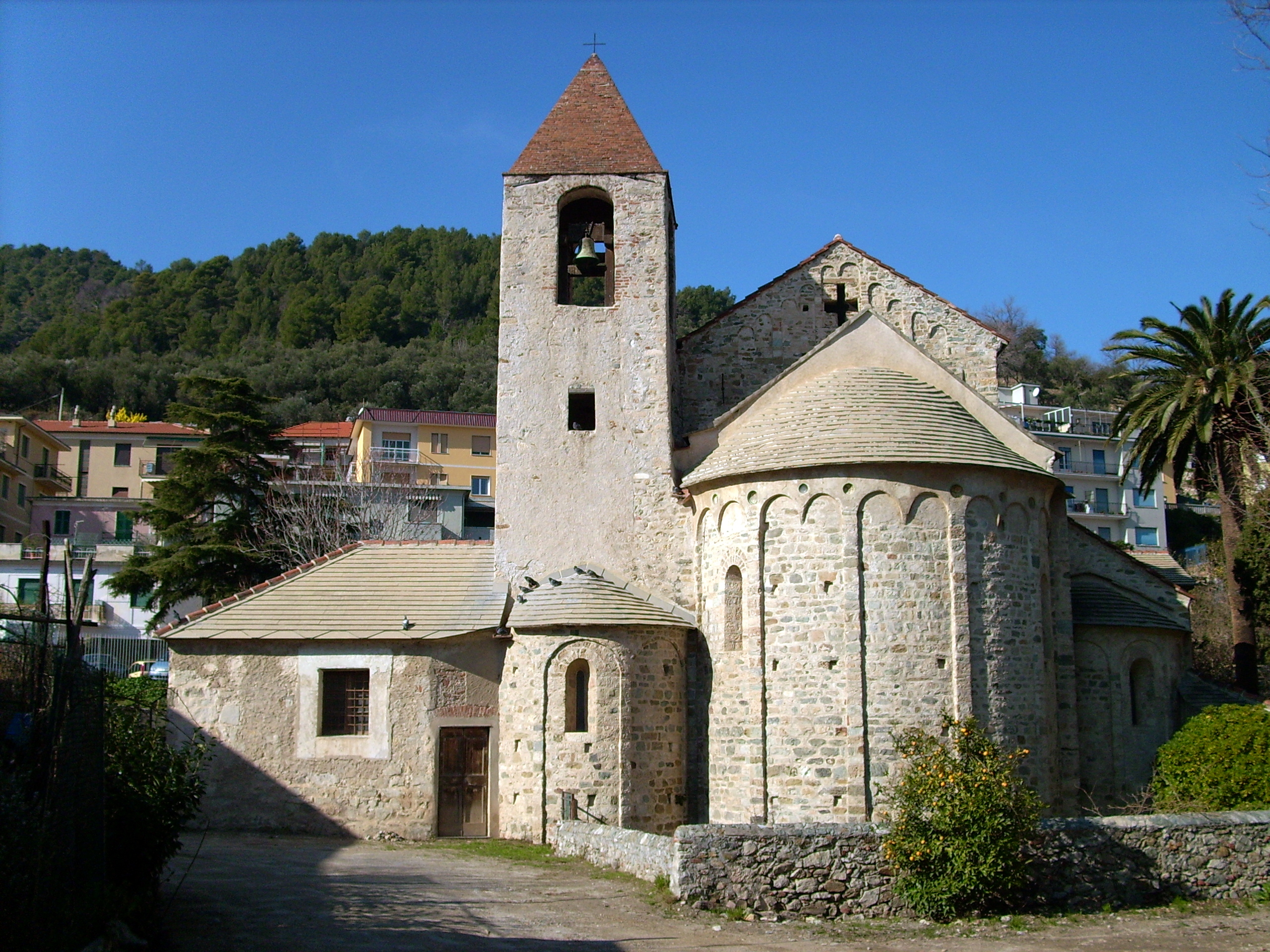
La chiesa di San Paragorio, prima cattedrale di Noli.

Così come la Repubblica di Genova e il resto della Liguria fu occupata dalle truppe napoleoniche nel 1797, nonostante il pesante bombardamento navale da parte della flotta inglese nel 1795 contro i francesi, e da lì a poco anche la piccola repubblica cadde sotto l'egemonia d'oltralpe.
Con la dominazione francese il territorio di Noli rientrò dal 2 dicembre 1797 nel Dipartimento del Letimbro, con capoluogo Savona, inglobando l'ex repubblica nolese all'interno della Repubblica Ligure. Dal 28 aprile 1798 con i nuovi ordinamenti francesi, fece parte del VII Cantone, come capoluogo, della Giurisdizione delle Arene Candide e dal 1803 centro principale del V Cantone delle Arene Candide nella Giurisdizione di Colombo. Annesso al Primo Impero francese dal 13 giugno 1805 al 1814 venne inserito nel Dipartimento di Montenotte.
Nel 1808, oramai considerata "piazza forte" della repubblica ligure francese, fu duramente bombardata, alle 16 del 1º agosto, dalla flotta della marina militare inglese.
Nel 1815 Noli fu inglobata nel Regno di Sardegna, così come stabilì il Congresso di Vienna del 1814, e successivamente nel Regno d'Italia dal 1861. Dal 1859 al 1927 il territorio fu compreso nel VI mandamento omonimo del circondario di Savona facente parte della provincia di Genova; nel 1927 anche il territorio comunale nolese passò sotto la neo costituita provincia di Savona.
Dal 1973 al 31 dicembre 2008 ha fatto parte della Comunità montana Pollupice.

### Simboli
Gonfalone

## Monumenti e luoghi d'interesse

### Centro storico
Il centro storico si presenta - oggi sull'Aurelia, un tempo direttamente sulla spiaggia sul mare - con un fronte porticato. Questo era originariamente il centro del borgo marinaro, alla stessa maniera in cui il porticato di Sottoripa lo era per Genova.
Collegato al portico è il medioevale palazzo del Comune, con la torre civica.

### Architetture religiose

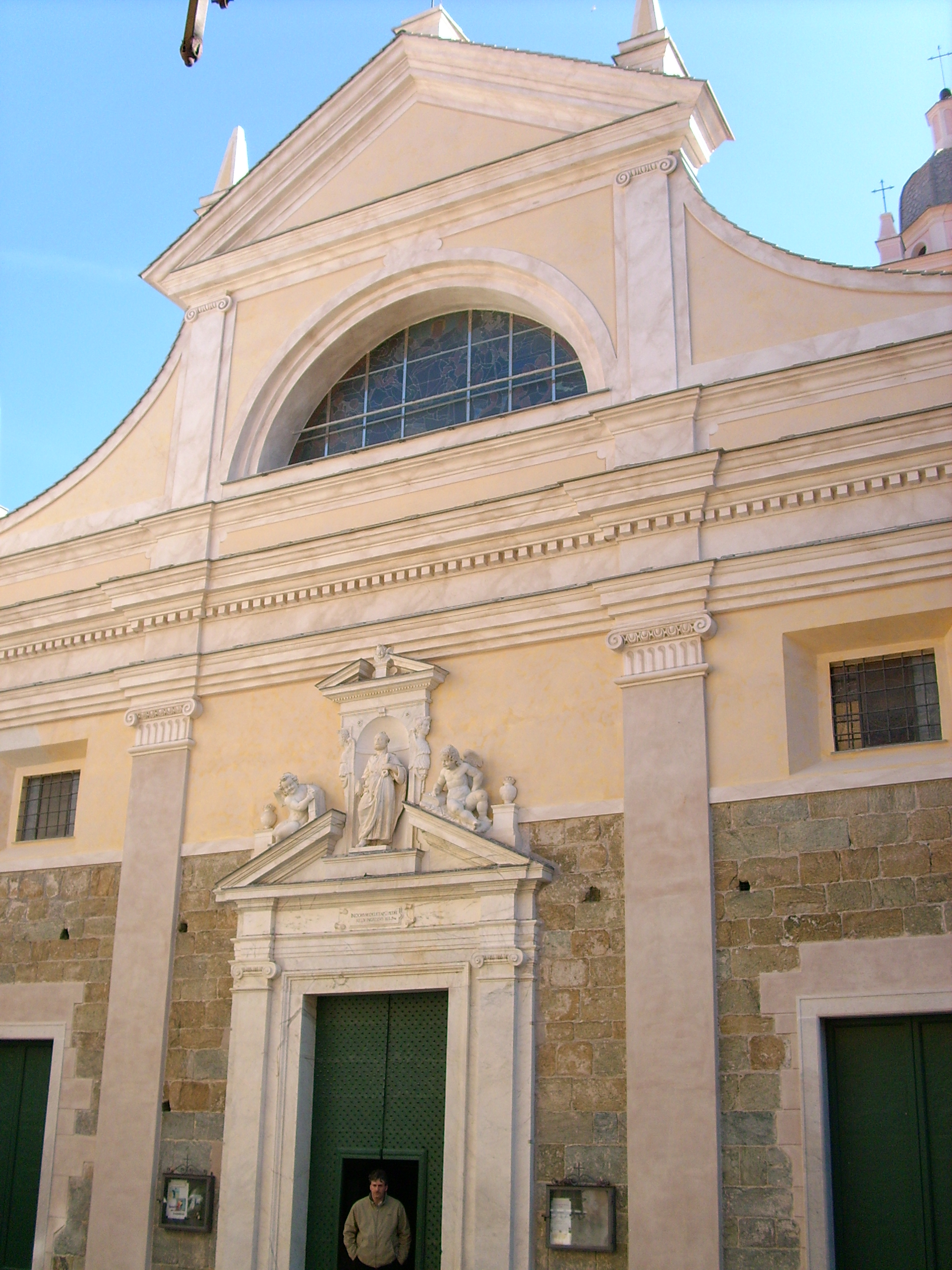
La concattedrale di San Pietro nel centro storico nolese

- Concattedrale di San Pietro nel centro storico. Eretta nel XIII secolo è stata successivamente rimaneggiata nel XVII secolo. Di pregio l'altare maggiore del 1679 e una cattedra vescovile del XVI secolo.
- Oratorio di Sant'Anna nel centro storico, eretto nel XVIII secolo.
- Chiesa di San Paragorio al di fuori della cinta muraria nolese. Inserita tra i monumenti nazionali italiani e tra gli elementi architettonici più antichi di Noli, la chiesa suburbana fu la prima cattedrale del borgo e della sua diocesi. In stile romanico, con abside rivolto verso il mare, sorse intorno all'XI secolo su un preesistente impianto paleocristiano o dell'alto medioevo. Gli scavi effettuati tra gli anni 1970 e 1975 hanno rivelato i resti di un'antica necropoli, con il ritrovamento di due sarcofagi in pietra di Finale, e una vasca battesimale ottagonale databile tra il VI e VII secolo.
- Chiesa di San Giovanni Battista al di fuori della cinta muraria nolese.
- Ex complesso monastico di Santa Maria del Rio al di fuori della cinta muraria nolese.
- Chiesa di San Francesco d'Assisi al di fuori della cinta muraria nolese. Risalente alla metà del XIII secolo e già convento, fu nella seconda metà del XVII secolo invertito l'orientamento dell'edificio senza però modificarne le pareti perimetrali, adattando la parete di fondo dell'abside a nuova facciata. Nel fianco nord sono presenti monofore e un portale gotico. Attualmente ospita, nel periodo estivo, il collegio dei Chierici regolari di San Paolo.
- Chiesa di Nostra Signora delle Grazie. Adiacente al palazzo del Vescovado fu, come quest'ultimo, rivisto strutturalmente tra il 1769 e il 1775 per volere del vescovo di Noli Antonio Maria Arduini.
- Chiesa di San Michele Arcangelo nei pressi della collina omonima. L'antica chiesa fu edificata dai monaci di Lerins tra la fine del X secolo e l'inizio dell'XI secolo. Dell'edificio ne rimangono alcuni ruderi.
- Chiesa di San Lazzaro con lazzaretto lungo il sentiero che conduce al Semaforo di Capo Noli. Secondo alcuni documenti dell'epoca l'edificazione del primo impianto di accoglienza e cure fu voluto nel XII secolo dagli Ospitalieri di San Giovanni di Gerusalemme per i numerosi pellegrini e naviganti bisognosi di assistenza. L'edificio si presenta ad oggi in stato di rudere.
- Chiese di Santa Margherita e Santa Giulia. I due edifici si presentano addossati - ad oriente Santa Giulia e ad occidente Santa Margherita - a picco sul mare in corrispondenza dello sperone roccioso di Capo Noli. Il complesso, raggiungibile a piedi attraverso un antico sentiero, è costituito dalla due chiese in mattoni e ricalcanti lo stile romanico. Citato in un documento del 1191, l'edificio ospitò un romitorio dei Cavalieri Gerosolimitani. Le due chiese subirono gravi danni durante la seconda guerra mondiale riducendole allo stato di rudere.
- Chiesa parrocchiale di Sant'Ignazio nella frazione di Tosse.
- Chiesa parrocchiale di San Pietro e adiacente oratorio nella borgata di Voze.

### Architetture civili

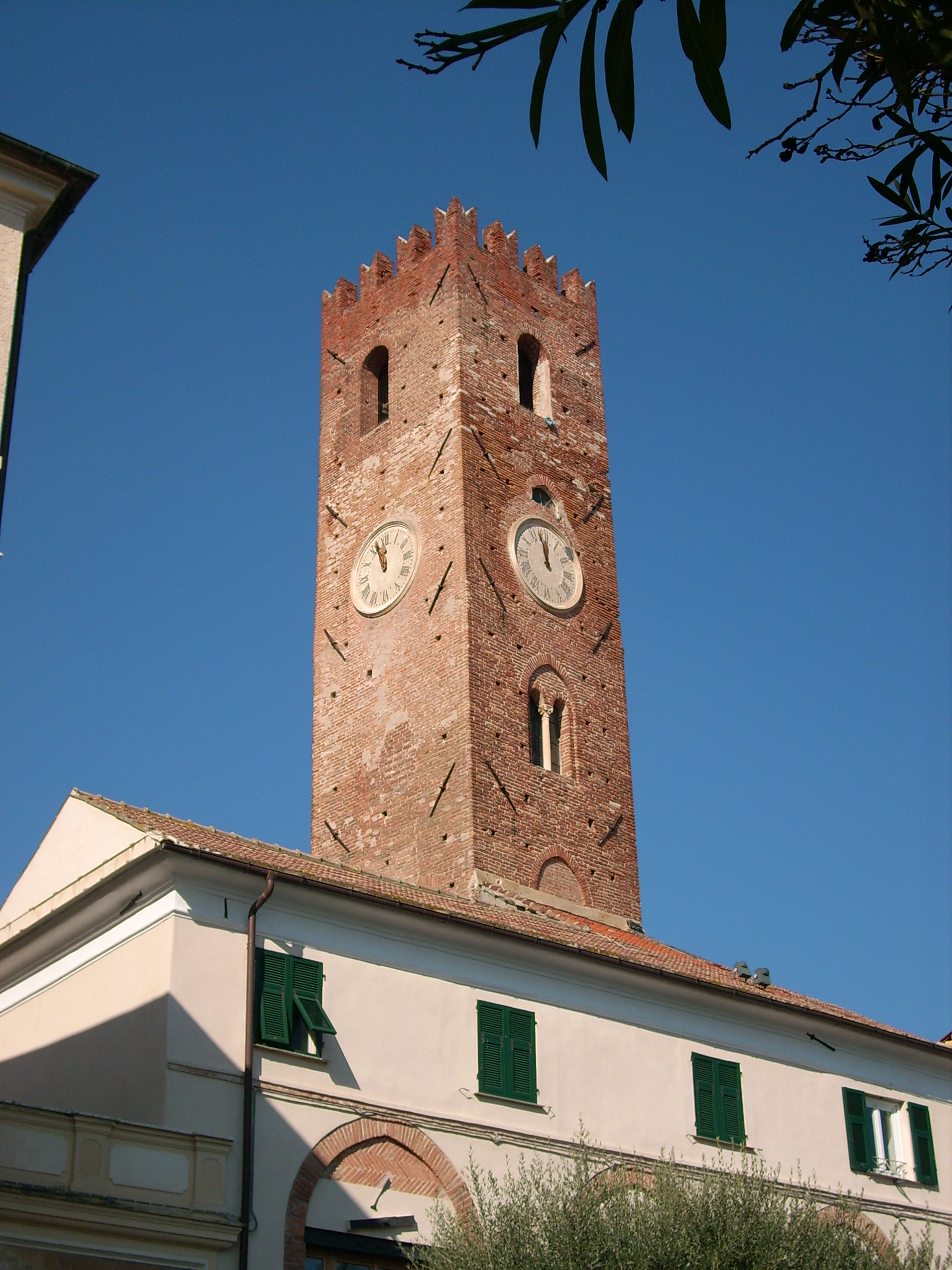
La torre comunale e parte del palazzo civico

- Palazzo del Comune del XIV-XV secolo. Sede dei consoli e del governo della Repubblica di Noli, il palazzo subì tra il 1797 e il 1820 diverse trasformazioni. Sulla facciata verso la passeggiata a mare sono presenti, oltre alla restaurata meridiana, quattro polifore ogivali in parte cieche e in parte di restauro. All'interno della Sala del Consiglio, del XVII secolo, sono conservati frammenti di cicli di affreschi del tardo medioevo, provenienti dalla porta di San Giovanni.
- Loggia della Repubblica Nolese, vicina al Palazzo del Comune e risalente allo stesso periodo.
- Palazzo Viale-Salvarezza. L'edificio seicentesco, rifuso tra già preesistenti edifici medievali, fu edificato intorno alla torre della Marina, del XII secolo, e ad un'altra più piccola. Il palazzo fu voluto dal senatore della Repubblica di Genova Antonio Viale, inviato nella repubblica nolese dal doge Giovanni Battista Lercari nel 1643 per porre fine alla congiura di alcuni abitanti che avrebbe consegnato Noli nelle mani del duca di Savoia. I discendenti della famiglia Viale vi abitarono per tutto il secolo successivo fino alla cessione alla famiglia Salvarezza. Nonostante alcuni interventi abbiamo modificato alcune parti del palazzo negli anni settanta del Novecento, conserva diversi resti della decorazione esterna della facciata. Fino ai recenti restauri la facciata conservava, incastrata, una palla di cannone sparata dal brigantino Wizard della flotta inglese durante il bombardamento navale del 1808.
- Palazzo Vescovile. L'attuale costruzione, sita ai piedi della collina del monte Ursino, è il frutto dei vari rifacimenti che si susseguirono dal 1554 al XIX secolo. Poco è rimasto e poche sono le conoscenze storiche sul primitivo impianto dell'edificio; le fonti citano comunque la presenza di una prigione e una cappella destinate al clero. Adiacente al palazzo si trova la chiesa di Nostra Signora delle Grazie.

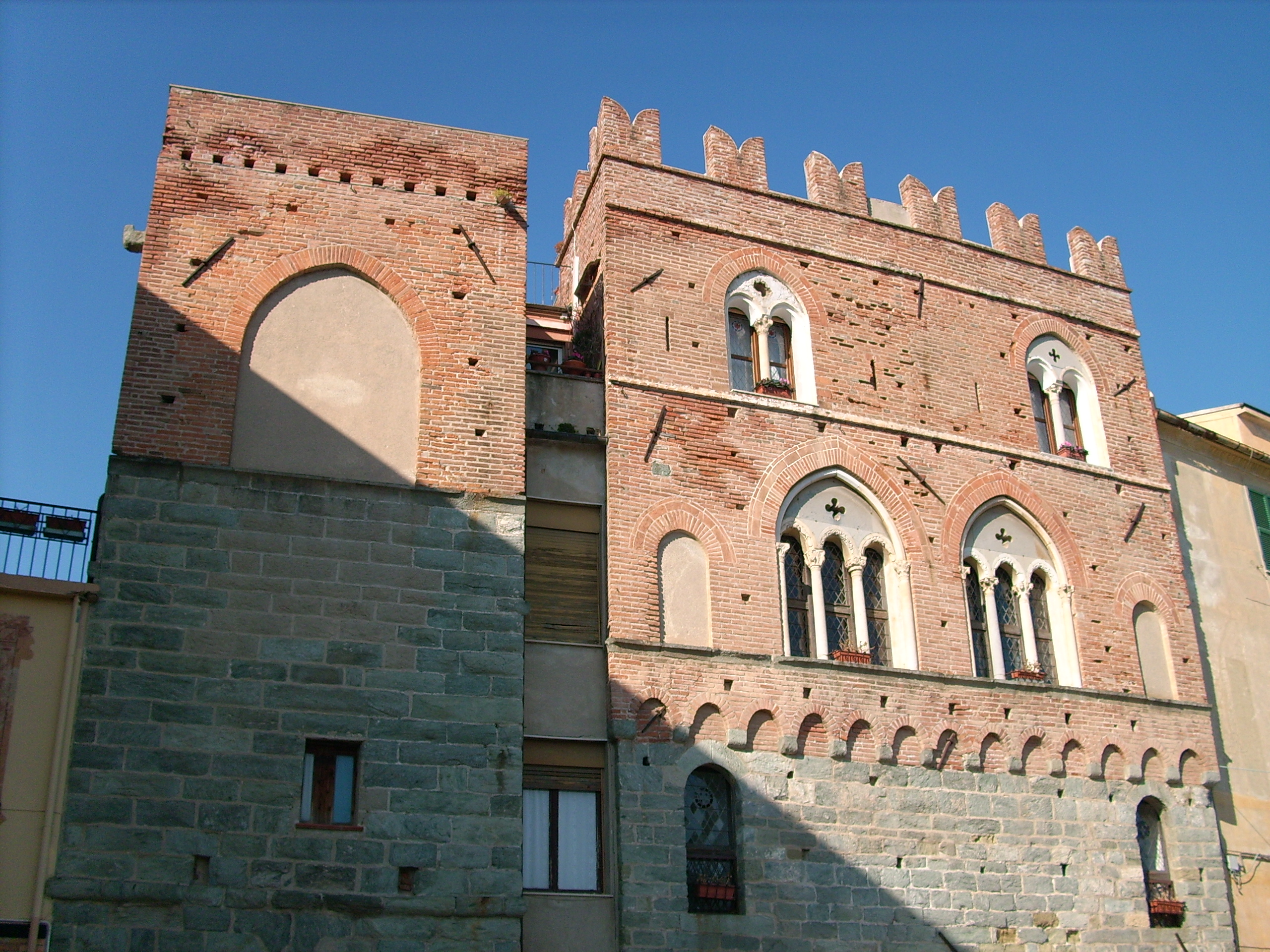
Casa Pagliano

- Casa Pagliano. Costruita nel XIV secolo e restaurata nel 1906 da Angelo Demarchi, assistente dell'architetto Alfredo d'Andrade, il suo interno fu notevolmente trasformato in tale rivisitazione. L'esterno si presenta come la tipica casa medievale nolese: un basamento in grossi conci in pietra verde locale e con poche aperture e una parte superiore in mattoni con bifore e trifore. Fu sede dell'Ordine dei Cavalieri di Malta.
- Casa Maglio. L'edificio presenta i tipici elementi medievali della prima metà del Duecento; presenta un portale ad arco ogivale.
- Casa Repetto. Situata alla destra della cattedrale di San Pietro fu costruita nel XIV secolo attorno ad un'antica e preesistente torre, quest'ultima con finestre già trifore al piano primo e bifore al piano superiore; l'edificio fu parzialmente restaurato con l'intervento dell'architetto Alfredo d'Andrade.
- Casa San Francesco,all'inizio del centro storico,nella via Collegio,poco prima della chiesa di San Paragorio, oggi residenza privata,alle basi l'edificio presenta i tipici elementi medievali della prima metà del Duecento,ambienti voltati, senni, e pilastri in mattoni e pietra verde tipica della zona di Noli,oggetto di recente ristrutturazione negli anni è stato anche luogo storico della'lavorazione'del pesce,una delle prime risorse della popolazione Nolese
- Loggia della Repubblica. Coeva del palazzo comunale, con il mantenimento a tutt'oggi dell'antico ciottolato, è costituita da due grossi archi in laterizi poggianti su una colonna a forma ottagonale con capitello a bugnato, elemento tipico della fine del Trecento e dell'inizio del Quattrocento. Alcune lapidi sotto la loggia testimoniano il passaggio delle diverse personalità, tra i quali, Dante Alighieri, con citazione di Noli nel Purgatorio della Divina Commedia, Cristoforo Colombo il 31 maggio del 1476 in partenza per il Portogallo e Giordano Bruno nel 1576.

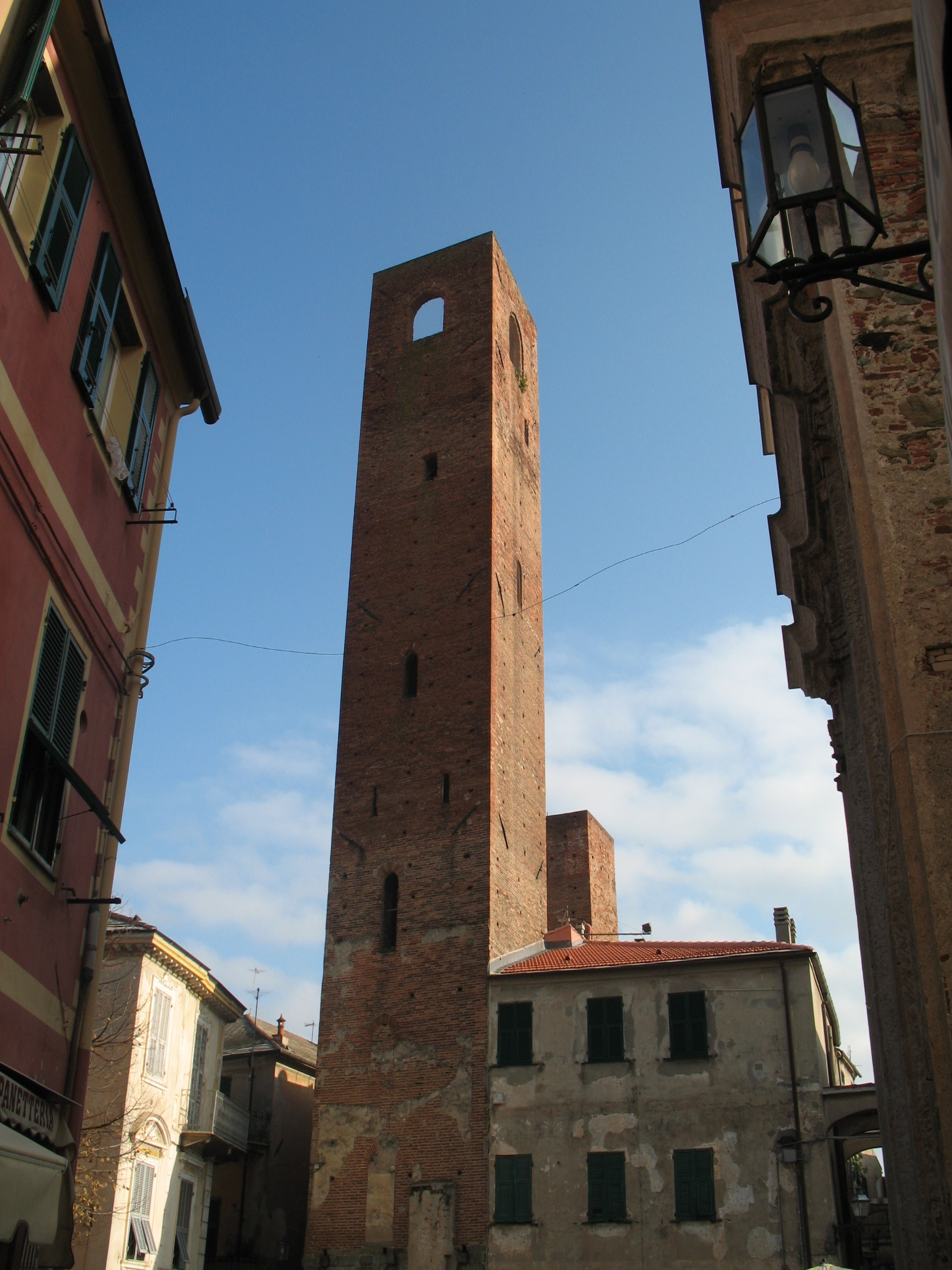
La torre dei "Quattro Canti"

- Torre del Comune. Edificata sul finire del XIII secolo è attigua al palazzo comunale. Pressoché intatta e terminata da merli a coda di rondine, presenta un basamento in pietra verde del luogo e con una parte soprastante in mattoni.
- Torre e Porta Papona del XIII-XIV secolo. Edificata fuori le mura antiche del borgo e collegata, con un arco in mattoni, al camminamento che scende dal castello di Monte Ursino, l'edificio fu nei secoli deposito di armi e munizioni della Repubblica. Presenta bifore e monofore in stile gotico.
- Torre del Canto o dei Quattro Canti o torre del mercato. L'alta torre è a forma trapezoidale con fusto compatto e con rade aperture in stile romanico nella parte bassa.
- Porta di Piazza. Costituiva l'accesso principale e centrale al borgo, difeso dalla seconda cinta muraria del XII e XIII secolo. Nella seconda metà del Cinquecento la porta fu munita di un "rivellino", un baluardo difensivo che rimase attivo fino al XIX secolo. L'affresco, visibile dalla parte a mare, raffigura l'Assunta e fu ridipinto nel 1927.
- Ponte Vecchio. L'antico ponte, sovrastante il torrente in secca, seguiva l'antico tracciato viario dell'epoca napoleonica; conserva, nonostante i numerosi interventi di consolidamento, elementi strutturali e aspetto di stile medievale.

### Architetture militari

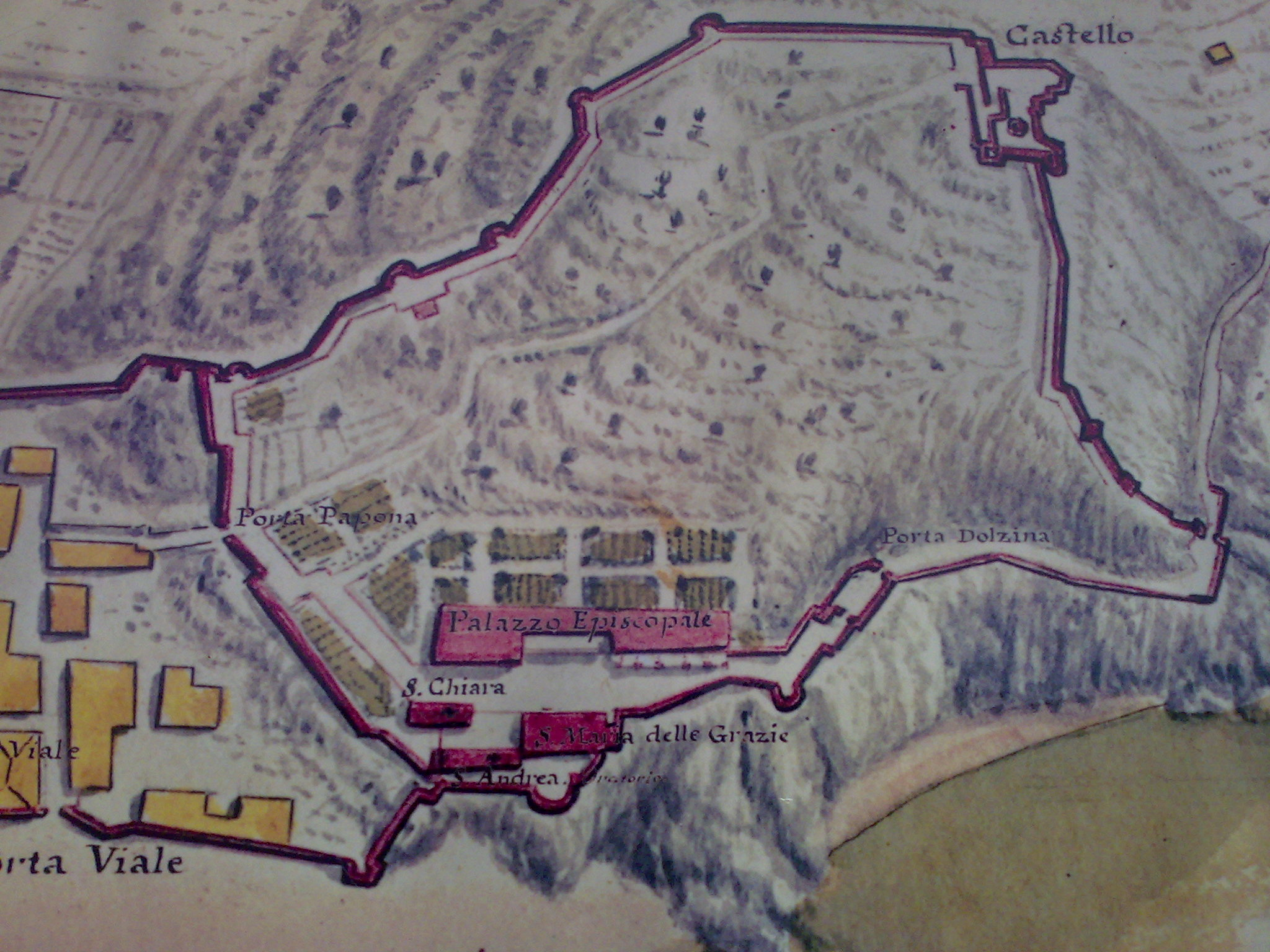
Pianta del castello realizzata nel XVIII secolo.

- Castello di Monte Ursino. Il primo impianto fu realizzato a partire dal XII secolo così come la cinta muraria connessa a difesa del borgo. L'aspetto e forma attuale è databile al rifacimento del 1552, ad opera del capitano Andrea da Bergamo e su consiglio della Repubblica di Genova, soprattutto nell'adeguamento delle torri e delle mura ai nuovi strumenti di difesa bellici. Il maschio circolare è racchiuso da un recinto poligonale, a forme irregolari, con i resti di due torri visibilmente più recenti. La stessa collina conserva antichi elementi e costruzioni del primitivo insediamento di Noli durante il dominio della famiglia Del Carretto nel XII secolo.
- Forte del Portello. Il non più esistente forte fu edificato nel 1565 a difesa del porto e del litorale nolese; in seguito fu collegato con la torre dello Sperone, quest'ultima ospitante, all'ultimo piano, la prigione per i condannati più gravi.
- Fortezza dell'Eremo di Capo Noli.

### Aree naturali
Sono molti i sentieri che portano sulle alture della collina che sovrasta il paese, uno in particolare, con un percorso di circa 3 chilometri porta a Capo Noli vetta, il punto più alto del promontorio (276 m).
Di pregio naturalistico è l'altopiano delle Manie, esteso da Noli a Finale Ligure, costituito da una grande pineta e alcune zone dove è praticata la coltivazione della vite. Adiacente alla località Le Manie, all'interno di una grande formazione rocciosa naturale, simile ad una grotta, è stato recentemente rinvenuto un sito archeologico, risalente al Neolitico.
Tra i territori comunali di Noli, Bergeggi, Quiliano, Spotorno, Vado Ligure e Vezzi Portio è presente e preservato un sito di interesse comunitario, proposto dalla rete Natura 2000 della Liguria, per il suo particolare interesse naturale, faunistico e geologico. Il sito è collocato nell'area boschiva tra il monte Mao, Rocca dei Corni e monte Mortou in cui insistono macchia mediterranea, aree erbose e coltivazioni agricole. Oltre ad alcune faggete, sugherete e lembi di calluneto (Calluna vulgaris), sono segnalate le presenze della campanula di Savona (Campanula sabatia), il convolvolo di Savona (Convolvulus sabatius) e il fiordaliso a pigna (Leuzea conifera), quest'ultimo a rischio di estinzione allo stato spontaneo. Tra le specie animali gli anfibi pelodite (Pelodytes punctatus) - molto raro - e il geotritone (Speleomantes strinatii).

## Società

### Evoluzione demografica
Abitanti censiti

### Etnie e minoranze straniere

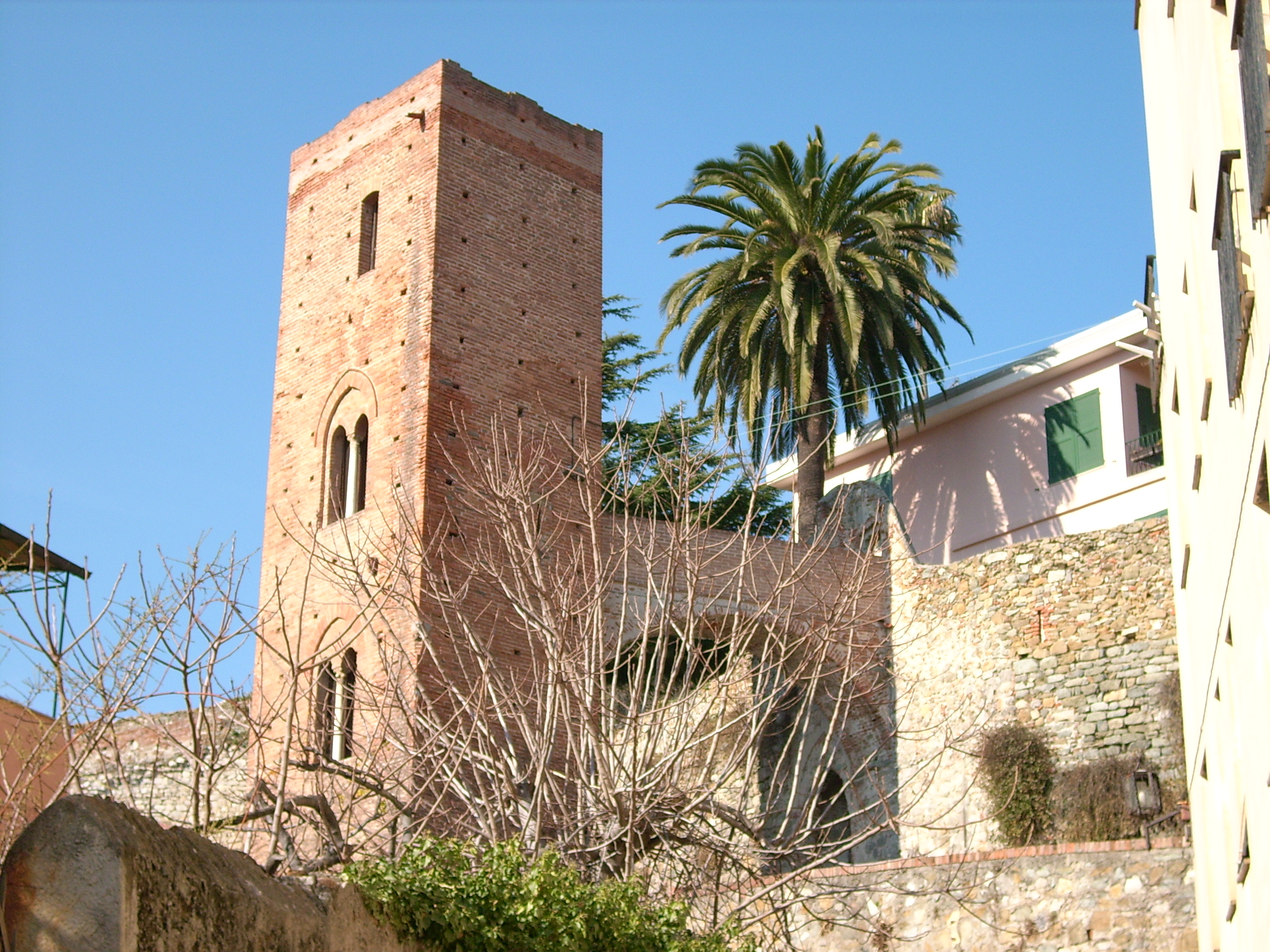
Scorcio della torre-porta Papona

Secondo i dati Istat al 31 dicembre 2019, i cittadini stranieri residenti a Noli sono 147, così suddivisi per nazionalità, elencando per le presenze più significative:
1. Egitto, 31
2. Romania, 28
3. Albania, 25

## Cultura

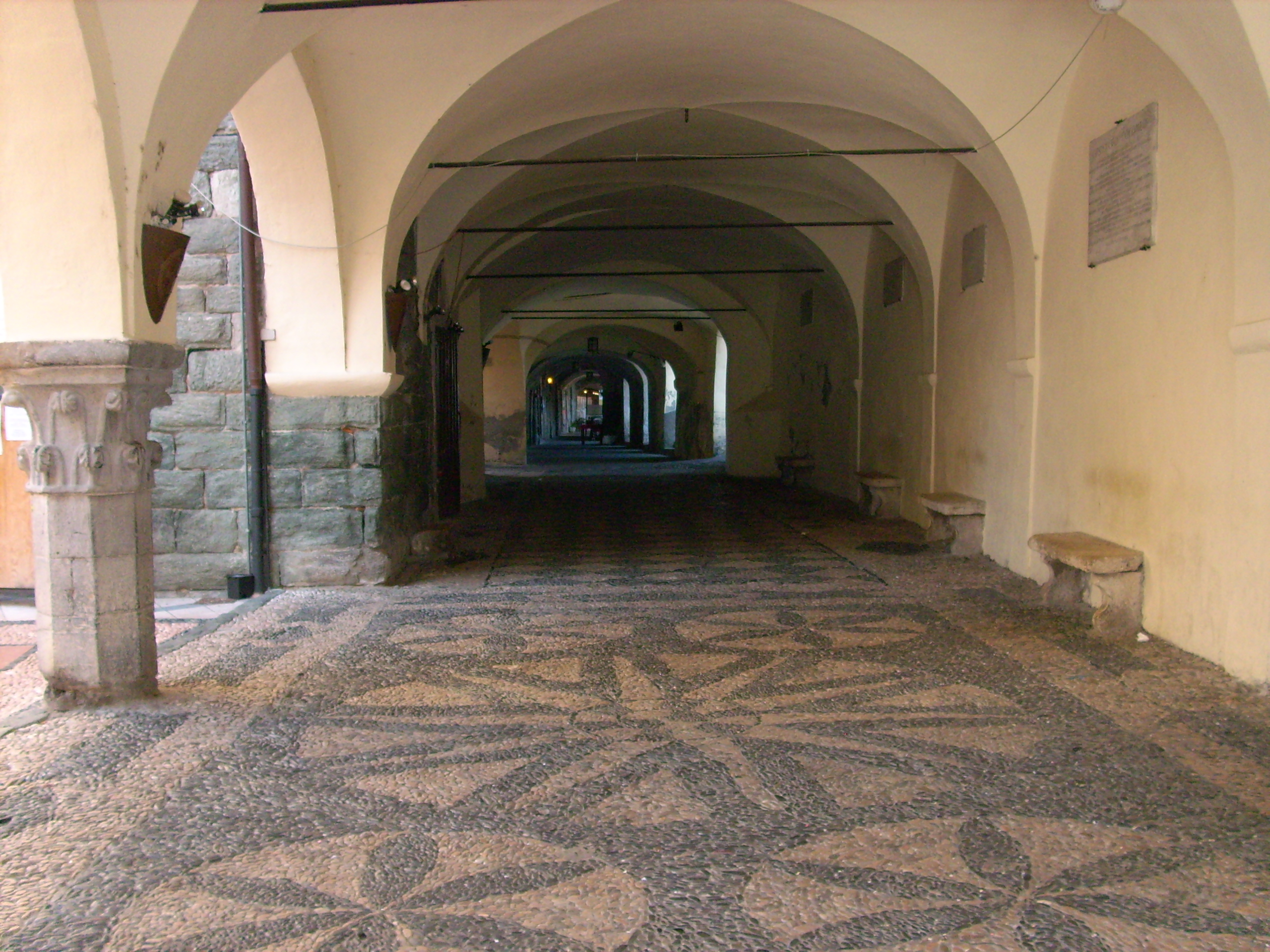
Il loggiato del palazzo comunale con il caratteristico ciottolato

### Letteratura
Noli viene citata da Dante Alighieri nel quarto canto del Purgatorio della Divina Commedia come esempio di discesa particolarmente impervia (i ripidi pendii di Capo Noli che bisognava scendere arrivando da ponente), paragonabile alla ascesa alla Rocca di San Leo, alla Pietra di Bismantova o alla cima del monte Caccume. Secondo Dante queste, per quanto faticosissime e impervie, sono non paragonabili alla salita lungo le pareti dell'Antipurgatorio dove sarebbe meglio aver le ali per poter volare:
«Vassi in Sanleo e discendesi in Noli,
montasi su Bismantova e 'n Cacume
con esso i piè; ma qui convien ch’om voli;»
(Dante, Purgatorio, canto IV, vv.25-27).

## Geografia antropica

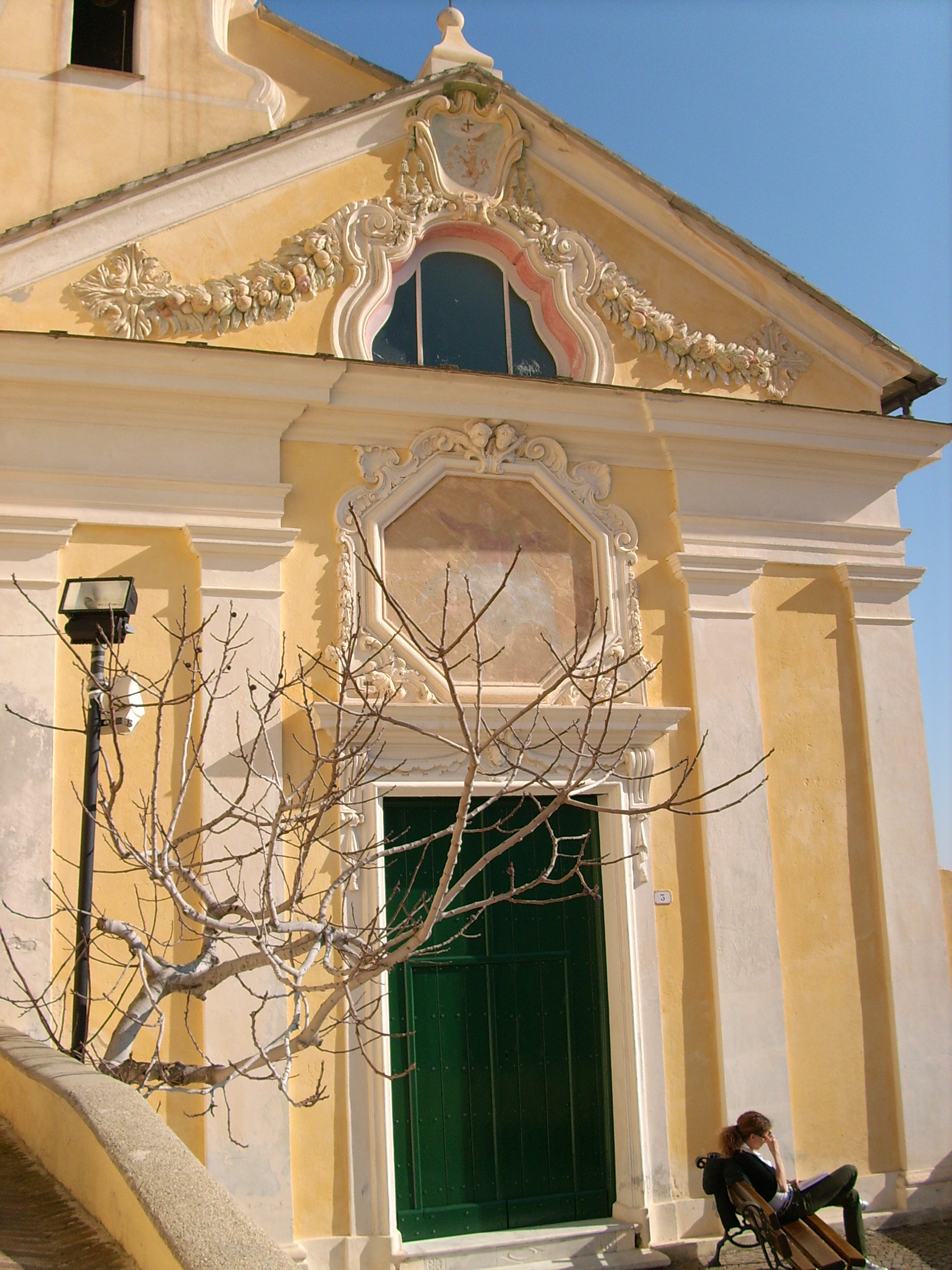
La chiesa di Nostra Signora delle Grazie

Il territorio comunale è costituito, oltre il capoluogo, dall'unica frazione di Tosse - collocata sul versante meridionale del Bric delle Rive a 285 m s.l.m. - e dalla località di Voze per una superficie territoriale di 9,67 km².
Confina a nord con il comune di Spotorno, a sud con Finale Ligure, ad ovest con Vezzi Portio, ad est è bagnato dal mar Ligure.

### Frazioni e località
- Tosse. Il paese è citato per la prima volta in un documento del 1189 dove si testimonia una lite, tra le tante, tra la comunità di Savona, campeggiate dal vescovo savonese, e la comunità nolese per i possedimenti terrieri. Ancora un possedimento terriero fu alla base del nuovo contenzioso tra gli abitanti di Tosse e la comunità confinante di Spotorno; i primi chiamati in causa dai spotornesi per possibili sottrazione di terreni oltre il confine naturale del torrente Coreallo. Dopo ben 23 mesi di diatribe locali fu scelta proprio la soluzione di usare il corso del Coreallo per dividere le due comunità. La locale chiesa parrocchiale è dedicata a sant'Ignazio e risalente al 1748 quando avvenne l'ufficializzazione della parrocchia di Tosse.
- Voze. La borgata di Voze, situata nell'entroterra di Noli dominante il suo golfo, fu già in epoca romana un importante avamposto strategico e di passaggio lungo la via ligure Erculea nel tratto a mezza costa tra la città romana di Vada Sabatia (l'odierna Vado Ligure), Spotorno e il Basso Piemonte. Nella piazza degli Olmi era posizionato il confine geografico tra la Repubblica di Noli e il Marchesato di Finale con tanto di postazione di guardia e soldati armati di archibugio; l'attuale postazione è risalente al 1773. La locale chiesa parrocchiale è dedicata a san Pietro e risalente al XVIII secolo.

## Economia
Nota stazione balneare della Riviera di Ponente, Noli conserva l'aspetto di borgo marinaro, caratterizzato da strette viuzze (carüggi), molte delle quali sovrastate da archetti portanti. Il comune è rimasto uno dei pochi borghi costieri ad avere ancora pescatori del posto che ogni notte, escono in mare con le loro piccole barche a motore e tornano la mattina con il pesce che offre il golfo.
L'attività agricola si basa soprattutto sulla produzione di vino e olio di oliva. Tra i vini più pregiati il Lumassina, prodotto nelle valli tra Noli e Finale Ligure. Da notare inoltre la produzione di cicciarelli, pietanza a base di pesce che ha ottenuto il riconoscimento di "Presidio di Slow Food". Il comune è stato inserito nell'associazione I borghi più belli d'Italia. La località ha ottenuto dalla FEE-Italia (Foundation for Environmental Education) il conferimento della Bandiera blu per la qualità delle sue spiagge.

## Infrastrutture e trasporti

### Strade
Il territorio di Noli è attraversato principalmente dalla strada statale 1 Via Aurelia che permette il collegamento stradale con Varigotti a Finale Ligure, ad ovest, e Spotorno ad est. Ulteriori collegamenti viari del territorio nolese sono la provinciale 54 per la località di Voze e il comune di Vezzi Portio, e la provinciale 45 che sempre da Voze permette il raggiungimento di Finale Ligure via collina.

### Ferrovie
Fino al 1977 il comune era servito direttamente dalla rete ferroviaria e possedeva una propria stazione, posta a ridosso del centro urbano.
Oggi la stazione di Spotorno-Noli, ubicata nel territorio comunale di Spotorno, è la fermata ferroviaria più vicina sulla linea Genova-Ventimiglia nel tratto compreso tra Savona e Ventimiglia.

## Amministrazione

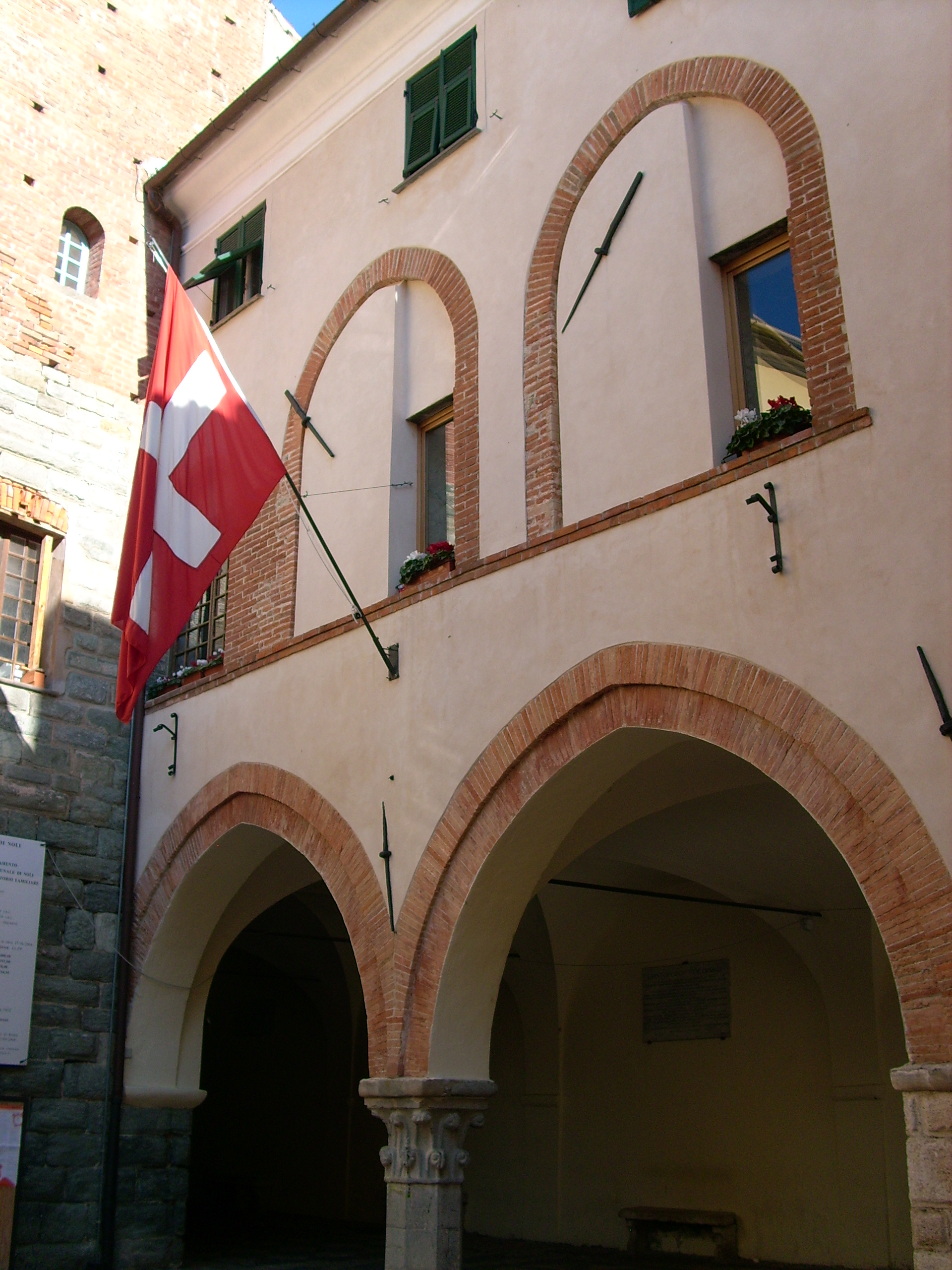
Il Palazzo Comunale, già sede di governo dell'antica Repubblica di Noli.

| Periodo         | Periodo         | Primo cittadino             | Partito                                           | Carica         | Note   |
| --------------- | --------------- | --------------------------- | ------------------------------------------------- | -------------- | ------ |
| 1970            | 1973            | Giovanni Bonora             | Democrazia Cristiana                              | Sindaco        |        |
| 1973            | 1975            | Mario Buscaglia             | Democrazia Cristiana                              | Sindaco        |        |
| 1975            | 3 giugno 1985   | Carlo Gambetta              | Democrazia Cristiana                              | Sindaco        |        |
| 3 giugno 1985   | 25 maggio 1990  | Carlo Gambetta              | Democrazia Cristiana                              | Sindaco        |        |
| 25 maggio 1990  | 24 aprile 1995  | Carla Bologna Omodei Zorini | Partito Liberale Italiano                         | Sindaco        |        |
| 24 aprile 1995  | 14 giugno 1999  | Giuseppe Niccoli            | lista civica                                      | Sindaco        |        |
| 14 giugno 1999  | 14 giugno 2004  | Giuseppe Niccoli            | ista civica di centro                             | Sindaco        |        |
| 14 giugno 2004  | 8 giugno 2009   | Ambrogio Repetto            | lista civica                                      | Sindaco        |        |
| 8 giugno 2009   | 26 maggio 2014  | Ambrogio Repetto            | Noli che cambia (lista civica di centro-sinistra) | Sindaco        |        |
| 26 maggio 2014  | 27 maggio 2019  | Giuseppe Niccoli            | Ri-Vivi Noli (lista civica)                       | Sindaco        |        |
| 27 maggio 2019  | 1 dicembre 2021 | Lucio Fossati               | #Idea Noli (lista civica)                         | Sindaco        | [ 17 ] |
| 10 gennaio 2022 | 13 giugno 2022  | Alessandra Lazzari          |                                                   | Comm. straord. | [ 18 ] |
| 13 giugno 2022  | in carica       | Ambrogio Repetto            | Prospettiva Noli (lista civica)                   | Sindaco        |        |

### Gemellaggi
Noli è gemellata con:
- Langenargen, dal 2005
- Ribeira Grande Santiago, dal 2018
- Orosei, dal 2021

## Sport

### Calcio
- PN Nolese R. G. 1946 2001, militante nel campionato di Seconda Categoria. Fondata nel 1946, il campo sportivo "Carlo Mazzucco", in località Voze, ospita le partite interne della squadra.